# 夏红民
夏红民（1961年12月—），湖北监利人。男，汉族。中华人民共和国政治人物。1982年8月参加工作，1981年5月加入中国共产党。华中农学院植物保护专业毕业。农学学士，高级农艺师。

## 简历
1978年10月，在华中农学院植物保护专业学习。1982年8月，任农牧渔业部农业局、办公厅科员、副处级秘书、农业部武陵山区扶贫开发领导小组办公室副主任、农艺师。1989年8月，任农业部综合计划司区域开发处、办公室、投资基建处负责人、副主任、主任、处长。1993年10月，任农业部动植物检疫总所(局)副所长(副局长)、党组成员。1998年7月，任国家出入境检验检疫局动植物监管司司长。2000年12月，任国家出入境检验检疫局副局长、党组成员。2001年3月，任国家质量监督检验检疫总局党组成员。2001年8月，任国家质量监督检验检疫总局党组成员兼动植物检疫监管司司长。2004年9月，任国家质量监督检验检疫总局党组成员。
2006年5月，任甘肃省人民政府党组成员、省长助理。2012年8月，任甘肃省人民政府党组成员、省长助理，中共庆阳市委书记。2013年，当选第十二届全国人民代表大会甘肃地区代表。2014年7月，任甘肃省人民政府副省长、庆阳市委书记。2014年11月，任甘肃省人民政府副省长。2015年2月，任甘肃省副省长，省科协主席。
2017年3月，任中共贵州省委常委、省纪委书记。2018年2月24日，当选为第十三届全国人大代表。
2021年11月，任中共山东省委常委、省纪委书记。同年12月，任山东省监察委员会副主任、代理主任。次年1月，经山东省第十三届人民代表大会补选为山东省监察委员会主任。